# Eublemma brunneosuffusa
Eublemma brunneosuffusa là một loài bướm đêm trong họ Erebidae.